# Oradour-Saint-Genest
 Oradour-Saint-Genest  (en occitano Orador Sent Genès) es una población y comuna francesa, situada en la región de Lemosín, departamento de Alto Vienne, en el distrito de Bellac y cantón de Le Dorat.

## Demografía
| 696 | 627 | 586 | 493 | 466 | 392 | 396 |
| Para los censos de 1962 a 1999 la población legal corresponde a la población sin duplicidades (Fuente: INSEE [Consultar]) |     |     |     |     |     |     |